# ديفيد مارش (كاتب)
ديفيد مارش (بالإنجليزية: David Marsh)‏ هو كاتب وصحفي بريطاني، ولد في 1952.